# Macbeth (deutsche Band)
Macbeth ist eine deutsche Heavy-Metal-Band, die 1985 in Erfurt gegründet wurde.

## Geschichte

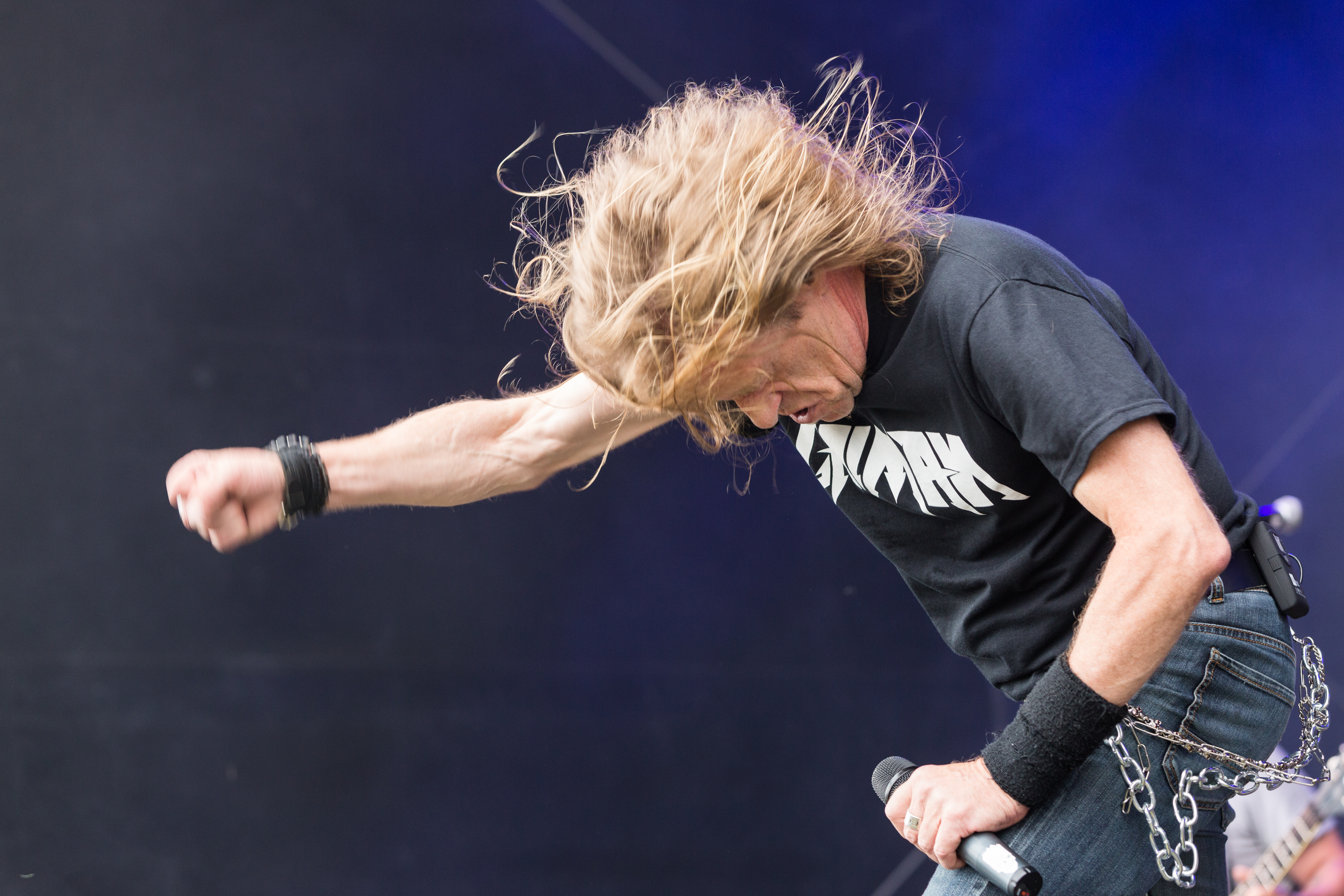
Oliver Hippauf beim Metal Frenzy Festival 2017

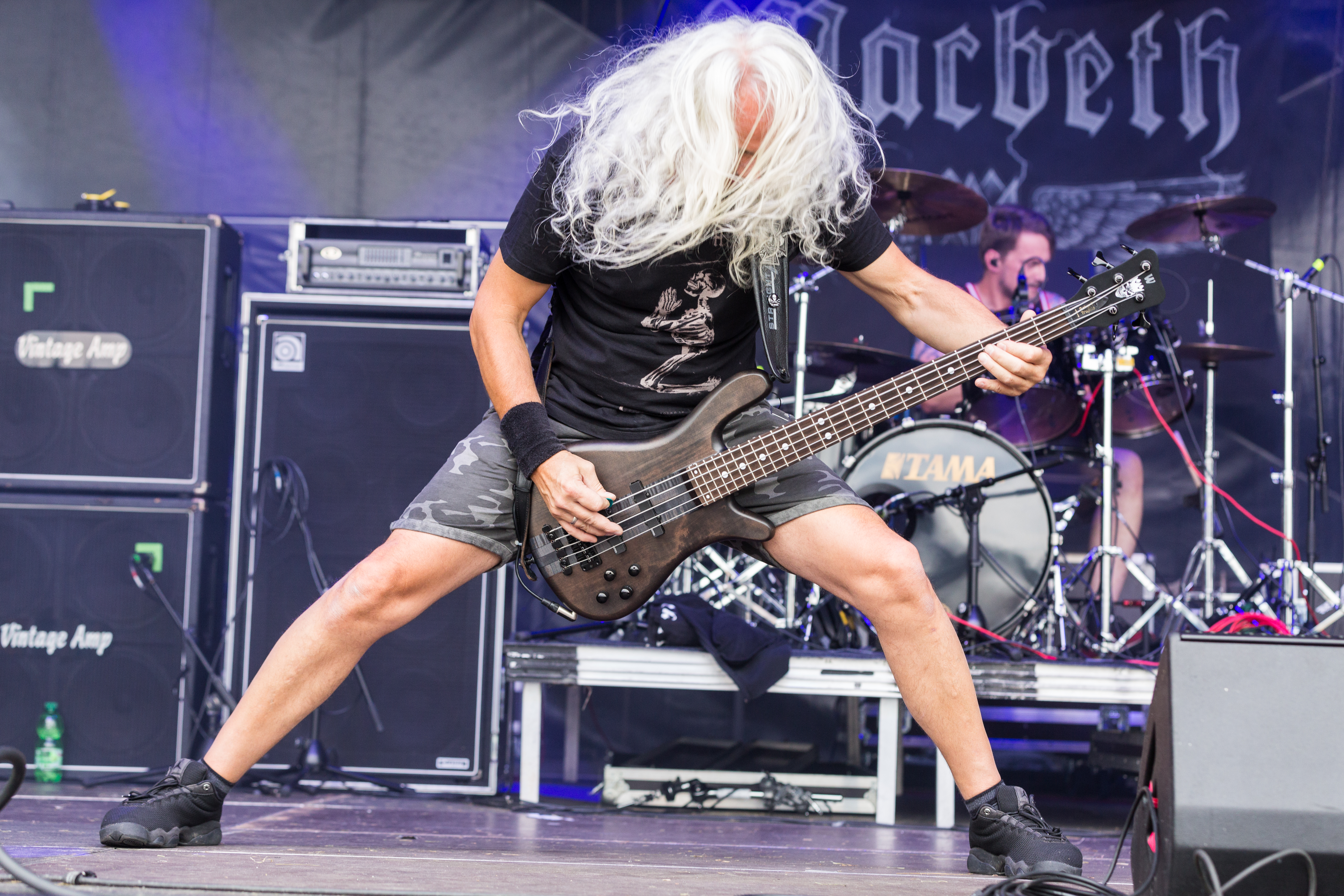
Hanjo Papst beim Metal Frenzy Festival 2017

Macbeth entstand als eine der ersten Metal-Bands in der DDR. Die erste Zeit trat die Band ohne Spielerlaubnis auf. Kurz nach der Einstufung wechselte die Band den Sänger, der ursprüngliche Sänger Tobias Nehmer musste gehen und gründete später die Thrash-Metal-Band Rochus. Detlef Wittenburg, ein erfahrener Sänger, der vorher in Coverbands gesungen hatte, kam als neuer Frontmann zu Macbeth. Die Band spielte viele Konzerte, unter anderem im Herbst 1986 im Erfurter Stadtgarten. Bei diesem Konzert wurde der Band von der Polizei verboten, eine Zugabe zu spielen. Nach dem Konzert kam es zu Ausschreitungen. Die Band erhielt Spielverbot, dem Tour-LKW wurde die Zulassung entzogen und der Mietvertrag für den Probenraum gekündigt. Der Schlagzeuger Frank „Fips Ascon“ Fiebach wechselte zur Band Blitzz, der Bassist stellte einen Ausreiseantrag und der Gitarrist Michael Werner wurde zur Armee eingezogen.
Erst im Frühjahr 1987 bestand wieder eine komplette Besetzung. Mit der Auflage, sich umzubenennen, machte die Band schließlich unter dem Namen „Caiman“ weiter. Der Sänger Detlef Wittenburg wurde im Frühjahr 1988 zu mehr als einem Jahr Gefängnis verurteilt. Die Band spielte ab diesem Zeitpunkt zu viert weiter. Den Gesang übernahm Gitarrist Ralf Zeidler. Ein Experiment mit einem neuen Sänger gab man nach ein paar Monaten wieder auf. Bis zur Wende konnte die Band relativ unbehelligt touren. Im Herbst 1989 kam Detlef Wittenburg aus dem Gefängnis und man bot ihm an, wieder in die Band einzusteigen.  In den Wendewirren verließen der Bassist und der Schlagzeuger die Band Richtung Westen. Mit Unterstützung durch die Band Rochus spielte die Band ihre zwei letzten Konzerte. Beim vorletzten Konzert in Erfurt stand auch Detlef Wittenburg auf der Bühne. Im Dezember 1989 erhängte sich Wittenburg im Steigerwald bei Erfurt. Die Band löste sich auf.
Im Frühjahr 1993 kam es dann zum Comeback. Ein erstes Konzert in Sondershausen war sehr erfolgreich. Nach weiteren Konzerten merkte die Band aber recht schnell, dass die Zeiten sich geändert hatten, und man beschloss, an neuem Material zu arbeiten. In diese Zeit des Umbruchs fiel der Tod des Schlagzeugers. Er sprang von einem Hochhaus in Frankfurt/Main. Mit der Beerdigung des Schlagzeugers fand auch dieser Abschnitt sein Ende.
Über ein Jahrzehnt verging, bis Macbeth erstmals wieder live zu sehen war. Mit alten und neuen Songs im Gepäck konnten sie u. a. als Support für In Extremo und The Bones an alte Erfolge anknüpfen. Am 23. Februar 2009 unterschrieb die Band einen Plattenvertrag bei Massacre Records. Am 24. Juli 2009 veröffentlicht die Band das erste Album bei diesem Label mit dem Titel Gotteskrieger.
2010 gewannen sie den „W:O:A Metal Masters“-Contest und erhielten somit einen Slot auf dem Wacken Open Air. Die Band coverte Herbert Roths Rennsteiglied für den MDR. Grund hierfür war der 60. Geburtstages der „inoffiziellen Nationalhymne Thüringens“. 2012 erschien das dritte Album Wiedergänger.

## Stil
Auf ihrem selbstbetitelten Debütalbum spielt Macbeth Heavy Metal mit Anleihen aus dem Doom Metal. „Düsterer, mächtiger, straighter Heavy Metal ohne jede Trendanbiederung ist darauf zu hören. MACBETH klingen echt, grundehrlich und eigenständig“ (Rock Hard). „In ihren deutschen Texten gewähren sie Einblick in die Abgründe der menschlichen Seele und erzählen verderbte, dämonische und wahnwitzige Geschichten“ (Stormbringer.at). Powermetal.de beschreibt die Musik der Band als „Metal mit Thrash-Anleihen“.

## Diskografie

### Demos
- 1985: Demo 1985
- 2003: Rebirth

### Kompilationen
- 2006: Zeit der Zeiten – Demos und Raritäten 1985–1989

### Alben
- 2006: Macbeth (ADN)
- 2009: Gotteskrieger (Massacre Records)
- 2012: Wiedergänger (Massacre Records)
- 2015: Imperium (Massacre Records)
- 2020: Gedankenwächter (Massacre Records)

### DVDs
- 2012: From Hell (Firefield Records)